# Badminton-Europameisterschaft 1986
Die 10. Badminton-Europameisterschaften fanden vom 30. März bis zum 5. April 1986 in Uppsala statt und wurden von der European Badminton Union und dem Svenska Badmintonförbundet ausgerichtet.

## Medaillengewinner
| Disziplin    | Gold | Silber | Bronze |
| ------------ | --- | --- | --- |
| Herreneinzel | Morten Frost | Ib Frederiksen | Michael Kjeldsen |
| Herreneinzel | Morten Frost | Ib Frederiksen | Torben Carlsen |
| Dameneinzel  | Helen Troke | Kirsten Larsen | Christine Magnusson |
| Dameneinzel  | Helen Troke | Kirsten Larsen | Svetlana Belyasova |
| Herrendoppel | Steen Fladberg Jesper Helledie | Stefan Karlsson Thomas Kihlström | Jan-Eric Antonsson Pär-Gunnar Jönsson |
| Herrendoppel | Steen Fladberg Jesper Helledie | Stefan Karlsson Thomas Kihlström | Mark Christiansen Michael Kjeldsen |
| Damendoppel  | Gillian Clark Gillian Gowers | Dorte Kjær Nettie Nielsen | Karen Beckman Sara Halsall |
| Damendoppel  | Gillian Clark Gillian Gowers | Dorte Kjær Nettie Nielsen | Maria Bengtsson Christine Magnusson |
| Mixed        | Martin Dew Gillian Gilks | Nigel Tier Gillian Gowers | Stefan Karlsson Maria Bengtsson |
| Mixed        | Martin Dew Gillian Gilks | Nigel Tier Gillian Gowers | Thomas Kihlström Christine Magnusson |
| Teams        | Dänemark Morten Frost Ib Frederiksen Michael Kjeldsen Torben Carlsen Steen Fladberg Jesper Helledie Mark Christiansen Michael Kjeldsen Kirsten Larsen Charlotte Hattens Dorte Kjær Nettie Nielsen Grete Mogensen Gitte Paulsen | England Steve Butler Darren Hall Andy Goode Martin Dew Nigel Tier Dipak Tailor Helen Troke Fiona Elliott Gillian Clark Gillian Gowers Karen Beckman Sara Halsall Gillian Gilks Nora Perry | Schweden Jonas Herrgårdh Ulf Johansson Stefan Karlsson Thomas Kihlström Jan-Eric Antonsson Pär-Gunnar Jönsson J. Mellqvist Christine Magnusson Maria Bengtsson Maria Henning Catherina Andersson |

## Resultate

### Halbfinale
| Disziplin    | Sieger                           | Finalist                              | Ergebnis           |
| ------------ | -------------------------------- | ------------------------------------- | ------------------ |
| Herreneinzel | Morten Frost                     | Michael Kjeldsen                      | 7–15, 15–4, 15–3   |
| Herreneinzel | Ib Frederiksen                   | Torben Carlsen                        | 15–9, 15–10        |
| Dameneinzel  | Kirsten Larsen                   | Christine Magnusson                   | 11–4, 11–6         |
| Dameneinzel  | Helen Troke                      | Svetlana Belyasova                    | 11–3, 11–7         |
| Herrendoppel | Jesper Helledie Steen Fladberg   | Jan-Eric Antonsson Pär-Gunnar Jönsson | 15–7, 15–5         |
| Herrendoppel | Stefan Karlsson Thomas Kihlström | Mark Christiansen Michael Kjeldsen    | 15–8, 15–6         |
| Damendoppel  | Dorte Kjær Nettie Nielsen        | Karen Beckman Sara Halsall            | 15–8, 15–4         |
| Damendoppel  | Gillian Clark Gillian Gowers     | Christine Magnusson Maria Bengtsson   | 15–10, 8–15, 15–11 |
| Mixed        | Martin Dew Gillian Gilks         | Thomas Kihlström Christine Magnusson  | 15–8, 15–8         |
| Mixed        | Nigel Tier Gillian Gowers        | Stefan Karlsson Maria Bengtsson       | 15–11, 15–12       |

### Finale
| Disziplin    | Sieger                         | Finalist                         | Ergebnis         |
| ------------ | ------------------------------ | -------------------------------- | ---------------- |
| Herreneinzel | Morten Frost                   | Ib Frederiksen                   | 15–8, 15–2       |
| Dameneinzel  | Helen Troke                    | Kirsten Larsen                   | 9–12, 11–3, 11–2 |
| Herrendoppel | Jesper Helledie Steen Fladberg | Stefan Karlsson Thomas Kihlström | 15–12, 18–17     |
| Damendoppel  | Gillian Clark Gillian Gowers   | Dorte Kjær Nettie Nielsen        | 15–11, 15–12     |
| Mixed        | Martin Dew Gillian Gilks       | Nigel Tier Gillian Gowers        | 15–6, 15–8       |

## Mannschaften

### Endstand
- 1.  Dänemark
- 2.  England
- 3.  Schweden
- 4.  Schottland
- 5.  Sowjetunion
- 6.  Niederlande
- 7.  Deutschland
- 8.  Wales
- 9.  Polen
- 10.  Österreich
- 11.  Belgien
- 12.  Irland
- 13.  Island
- 14.  Tschechoslowakei
- 15.  Finnland
- 16.  Norwegen
- 17.  Ungarn
- 18.  Schweiz
- 19.  Bulgarien
- 20.  Frankreich
- 21.  Italien

## Medaillenspiegel
| Pos. | Land        | Gold | Silber | Bronze | Total |
| ---- | ----------- | ---- | ------ | ------ | ----- |
| 1    | Dänemark    | 3    | 3      | 3      | 9     |
| 2    | England     | 3    | 2      | 1      | 6     |
| 3    | Schweden    | 0    | 1      | 6      | 7     |
| 4    | Sowjetunion | 0    | 0      | 1      | 1     |